# Einundvierzig
Einundvierzig oder Färbeln ist ein dem Poker ähnliches Karten-Glücksspiel aus der Steiermark; weitere Namen des Spiels sind Spitz, Zwei auf – zwei zu oder Zwicken.
Aus unterschiedlichen Spielformen wurden von den Casinos Austria die Regeln des Casino-Spiels zusammengestellt.

## Die Regeln des Casinospiels

### Allgemeines
Einundvierzig wird von drei bis sieben Personen mit einem Paket zu 32 Blatt französischer oder doppeldeutscher Spielkarten gespielt.
Die Zahlkarten Sieben bis Zehn zählen sieben bis zehn, die Bildkarten Bube, Dame und König jeweils zehn und das Ass elf Punkte.
Im Laufe eines Spieles erhält jeder Spieler vier Karten. Ziel ist es, eine möglichst hohe Karten-Kombination zu erhalten bzw. durch geschickte Spielweise die anderen Spieler zur Aufgabe zu bewegen (vgl. Poker).

### Die Rangfolge der Kartenkombinationen
Die Kombinationen beim Färbeln in ihrer Rangfolge sind, beginnend mit der höchsten:
- Vier Karten gleichen Ranges: Das höchste Blatt sind vier Asse, gefolgt von vier Königen usw.
- Vier Karten gleicher Farbe: Haben zwei Spieler eine Hand von vier Karten der gleichen Farbe, so entscheidet die Augensumme. Diese beträgt höchstens 41 Punkte, davon leitet sich der Name des Spieles ab. Hält ein Spieler 41 Punkte, so erhält er vom Casino eine Sonderzahlung.
- Drei Karten gleichen Ranges: Der höchste Drilling sind drei Asse, gefolgt von drei Königen usw.
- Drei Karten gleicher Farbe: Haben zwei Spieler eine Hand von drei Karten der gleichen Farbe, so entscheidet die Augensumme der drei Karten gleicher Farbe; der Wert der vierten Karte ist ohne Bedeutung.
- Punktewert: Hält ein Spieler keine der oben genannten Kombinationen, so addiert er die Punkte von Karten gleichen Ranges bzw. Karten gleicher Farbe. Hält ein Spieler z. B. ♥ A – ♥ 9 – ♠ 9 – ♣ 8, so kann er zur Bewertung seines Blattes entweder die beiden Neuner (18 Punkte) oder die beiden Herz-Karten (20 Punkte) heranziehen, es gilt natürlich stets der höhere Punktewert.

Halten zwei Spieler gleichwertige Kombinationen, so gewinnt die Vorhand bzw. der Spieler der näher zur Linken der Vorhand sitzt.

### Ablauf eines Spiels

#### Ante
Vor Beginn eines Spiels zahlt jeder Spieler ein sogenanntes Ante in den Pot, z. B. € 2.-. Die Vorhand setzt zusätzlich einen Betrag entsprechend dem Split Limit (€ 5 / € 10), und zwar in Höhe des unteren Limits (€ 5).
Beim Spiel im Casino werden die Karten stets vom Croupier geteilt, die Rolle der Vorhand wechselt nach jedem Spiel im Uhrzeigersinn, zur Kennzeichnung seiner Position erhält er eine dreieckige Marke namens Spitz, vergleichbar dem Dealer button bei Texas Hold’em.
Im privaten Spiel wechselt die Rolle des Kartengebers im Uhrzeigersinn, der Spieler zur Linken des Kartengebers ist die Vorhand.

#### Erste Wettrunde
Jeder Spieler erhält nun zwei Karten verdeckt und entscheidet dann, beginnend beim Spieler links von Vorhand, ob er im Spiel bleiben und den Einsatz des vorangegangenen Spielers halten oder ob er aussteigen möchte, in diesem Fall legt er seine Karten verdeckt ab und scheidet aus dem laufenden Spiel aus (vgl. Seven Card Stud – Wettrunden). Ein Spieler kann aber auch den Einsatz um den Betrag des unteren Limits erhöhen. In einer Wettrunde kann der Einsatz höchstens dreimal gesteigert werden.

#### Zweite Wettrunde
Alle Spieler, die mitgegangen sind, erhalten nun zwei weitere Karten verdeckt und legen – nachdem sie ihr Blatt überprüft haben – jeweils zwei ihrer vier Karten offen vor sich auf den Tisch, daher der Name Zwei auf – zwei zu. Danach wird nach Art der ersten Wettrunde eine zweite Wettrunde durchgeführt.

#### Show down
Bezahlt ein Spieler den Einsatz ohne zu erhöhen, obwohl er dazu berechtigt wäre, oder wurde bei mehr als zwei im Spiel verbliebenen Spielern bereits dreimal erhöht, so kommt es zum Show down (vgl.  Seven Card Stud – Show down). Die Spieler decken ihre Karten auf, der Croupier stellt die höchste Hand fest und schiebt dem Gewinner den Pot zu.
Steigen in einer Wettrunde alle Spieler bis auf einen aus, so erhält dieser Spieler den Pot, er muss dann sein Blatt nicht aufdecken.

### Taxe
Die Spielbank behält von jedem Pot eine Taxe in Höhe von 5 % ein, wobei eine dem jeweiligen Split Limit angepasste Höchstgrenze nicht überschritten wird.

### Quelle
Die obige Beschreibung stützt sich auf die Spielanleitung der Casinos Austria, welche in den 1990er Jahren, als das Spiel in Graz angeboten wurde, in den österreichischen Spielbanken auflag. Diese Anleitung ist allerdings in Bezug auf die genaue Abwicklung der Wettrunden etwas unpräzise, der Hinweis auf Seven Card Stud – Wettrunden stellt genaugenommen eine Interpretation dieses Regelwerks dar.